# Bamra
Bamra is een geslacht van vlinders van de familie spinneruilen (Erebidae), uit de onderfamilie Calpinae.

## Soorten
- B. albicola Walker, 1858
- B. cazeti (Mabille, 1893)
- B. delicata Hampson, 1922
- B. diplostigma Hampson, 1893
- B. exclusa Leech, 1889
- B. glaucopasta (Bethune-Baker, 1911)
- B. jucunda Griveaud & Viette, 1962
- B. lepida Moore, 1867
- B. marmorifera (Walker, 1858)
- B. mundata Walker, 1858
- B. myrina Möschler, 1880